# Yann Sohier
Yann Sohier (Loudéac, 1901 – Plourivo, 1935) fou un militant bretó, pare de Mona Ozouf. Nascut a la zona de parla gal·ló, era fill d'un gendarme i va viure successivament a Sel-de-Bretagne, Uzel, Peillac i Lamballe. El 1921 es graduà en magisteri a l'escola de Saint-Brieuc, on s'esmerçà en aprendre a parlar i escriure en bretó. El 1921 es va unir al Unvaniezh Yaouankiz Vreizh, on va conèixer Olier Mordrel i François Debeauvais, alhora que mostrava algunes simpaties pel Partit Comunista Francès (encara que no s'hi afilià). Posteriorment col·laborà a Breizh Atao i treballà com a mestre a Plouguiel.
Participà en el Congrés Pancèltic de Quimper de 1924 amb François Debeauvais, Youenn Drezen, Jakez Riou, Abeozen, Marcel Guieysse, aplegats per Breiz Atao. També participà en el primer congrés de Breiz Atao à Rosporden, el setembre de 1927, on es va crear el Partit Autonomista Bretó, del que en fou nomenat secretari geberal de la federació de Trégor el 1929. El 1931 es transforma en Partit Nacional Bretó, del que també en formà part. El 7 d'agost de 1932 fou arrestat a Vannes per cridar en públic Visca Bretanya independent durant la visita d'Edouard Herriot en els actes de 400è Aniversari d'incorporació a França
El 1933 fundà l'associació Ar Falz per a l'ensenyament en bretó a l'escola laica, amb el suport de Fañch Elies (Abeozen), Jakez Riou, Youenn Drezen i Loeiz Andouard, i va començar l'edició del manual Me a lenno, que fou acabat el 1941 per Roparz Hemon. També va traduir al bretó les obres Per ar C'honikl ! i Hiawaza de Henry Longfellow. També va compondre els poemes E tal ar groaz.
Poc després es distancià del Partit Nacional Bretó per estar en desacord amb el programa Saga, obra de Mordrel, i per la influència del líder comunista Marcel Cachin, que estiuejava a Plourivo, on ell tenia la residència. Però els problemes financers d'Ar Falz li van provocar l'esgotament i va morir l'hivern de 1935.
Fou enterrat amb la gwenn ha du i al seu sepeli hi anaren l'abat Perrot, Herry Caouissin, Ronan Caouissin, Olier Mordrel, Yann Kerlann, Marcel Cachin i Anna Youenou.